# 東方鎧甲蝦
東方鎧甲蝦（学名：Galathea orientalis）为鎧甲蝦科鎧甲蝦屬下的一个种。其种加词“orientalis”意为“东方的”。